# Dwór w Łutynówku
Dwór w Łutynówku – zabytkowy dwór w osadzie Łutynówko.
Dwór  wybudowany w drugiej połowie XIX w. Kryty dachem czterospadowym;  wejście w piętrowym ryzalicie ze szczytem zwieńczonym dachem dwuspadowym. Do korpusu przylega prostopadle parterowe skrzydło kryte dachem naczółkowym. W narożu piętrowa ośmioboczna wieżyczka zwieńczona hełmem. W otoczeniu starodrzew, do dworu prowadzi aleja starych kasztanowców.